# Inert Set
Der Inert Set (englisch inert, „untätig, zögerlich“) ist beim Kaufverhalten der Konsumenten der Anglizismus für diejenige Teilmenge von Produkten des Güterangebots, die dem Konsumenten zwar bekannt sind, die jedoch von ihm weder positiv noch negativ bewertet werden. 

## Allgemeines
Im Konsumverhalten spielt das Problem, unter verschiedenen Produkt- oder Markenalternativen entscheiden zu müssen, eine herausragende Rolle. Dabei stehen dem Konsumenten verschiedene Selektionsstufen, die vom gesamten Güterangebot (englisch available set) beginnend immer weniger Produkte/Marken enthalten, zur Verfügung, bis für die Kaufentscheidung im Idealfall ein Produkt übrig bleibt. 

## Selektionsstufen
Vom gesamten Güterangebot ist dem Verbraucher nur ein Teil bekannt (englisch Awareness Set), der restliche Teil ist ihm wegen mangelnder Markttransparenz (etwa fehlende Werbung) unbekannt (englisch unawareness set). Der Awareness Set enthält Produkte, über die der Verbraucher Wissen gebildet hat (Produktwissen; englisch processed set), der Rest besteht aus unklaren Vorstellungen über Produkte (englisch foggy set). Der Processed set wiederum besteht aus einer vom Konsumenten getroffenen Vorauswahl (englisch Consideration Set), vorerst zurückgestellten Produkten (englisch hold set) und den abgelehnten Produkten (englisch reject set). Die oder das zur Kaufentscheidung anstehenden Produkt(e) (englisch Evoked set) bilden schließlich die unterste Selektionsstufe.
Im Jahre 1975 unterschieden Autoren innerhalb des Awareness Sets zwischen Evoked set, Inert set und Inept Set:
| Awareness Set | Bemerkungen |
| ------------- | --- |
| Inert set     | Produkte, die vom Konsumenten weder positiv noch negativ bewertet werden; keine Kaufentscheidung, weil indifferentes Kaufverhalten vorliegt |
| Inept Set     | Produkte, in denen der Konsument keine Bedürfnisbefriedigung sieht und die somit nicht in die Kaufauswahl kommen                            |
| Evoked set    | das oder die Produkte, die für eine Kaufentscheidung in Frage kommen                                                                        |

Die einzelnen Selektions-Stufen sind gegenseitig eindeutig voneinander abgrenzbar.

## Wirtschaftliche Aspekte
Im Gegensatz zum Evoked set befinden sich im Inert set alle Produkte, denen der Konsument indifferent gegenübersteht, weil er sie weder positiv noch negativ bewertet, sowie im Inept set die Produkte, die er in ihrer gegenwärtigen Form nicht als kaufgeeignet ansieht. Das Inept Set ist somit eine vorläufige Selektionsstufe, aus der Produkte entweder in die Stufe der endgültig abgelehnten Produkte (Reject Set) oder in die künftige Vorauswahl des Evoked set wechseln können.